# 녹 (드라마)
《녹》은 1987년 4월 19일에 MBC TV에서 방영된 베스트셀러극장이다.

## 줄거리
여성잡지사 광고국 한 사원의 일과를 통해 샐러리맨의 위선적이고 허망한 삶의 허구를 묘사한 작품.
여성잡지사 광고국 영업부 사원인 이필웅(이희도)은 매일 새벽부터 바쁘게 하루를 보낸다. 필웅은 대학 때 학보기자로 일했던 경험을 살려 원래 편집국 기자로 입사했지만 광고국으로 옮겨진 뒤 원하지 않는 영업부 생활을 하고 있다. 필웅은 변두리 18평 연립주택에 살면서도 영업부 사원인 탓에 무리해서 외제 와이셔츠를 입고 금장고급시계를 차며 자가용까지 몰고 다니면서 다람쥐 쳇바퀴 같은 생활을 하고 있다. 어느 날, 필웅은 평소와 똑같이 자가용을 몰고 회사로 출근하는데...

## 출연
- 이희도
- 이상숙
- 김지영
- 조경환
- 김벌래
- 김인문
- 임현식
- 김수일
- 고영준
- 김광배
- 김홍석
- 문회원
- 김지원
- 윤철형
- 채유미
- 이용화
- 홍순창
- 김찬구
- 신명철
- 이기영
- 선우재덕
- 이상철
- 한승구
- 최명성
- 권민수
- 이재룡
- 김환교
- 문창근